# Raquel Nunes
Raquel Nunes Novaes (Rio de Janeiro, 26 de fevereiro de 1975) é uma atriz brasileira.

## Biografia
Após diversos trabalhos na Rede Globo, a atriz foi contrada pela Rede Record onde, em 2005, participou da telenovela, Essas Mulheres, onde interpretou Júlia, e de Prova de Amor, onde fez Iolanda, uma mulher que teve a filha sequestrada.

## Filmografia

### Televisão
| Ano  | Título                | Personagem               | Notas                               |
| ---- | --------------------- | ------------------------ | ----------------------------------- |
| 1990 | Lua Cheia de Amor     | Clara                    | Episódio: "12 de junho"             |
| 1996 | Vira Lata             | Duda                     |                                     |
| 1997 | Malhação              | Pamela Neves (Pam)       | Temporada 3                         |
| 1998 | Era uma vez...        | Cindy                    |                                     |
| 2001 | A Padroeira           | Celeste Fogaça           | Episódio: "18 de junho–20 de julho" |
| 2002 | O Quinto dos Infernos | Maria Laura (Lalá)       |                                     |
| 2003 | Kubanacan             | Lúcia Allende            | Episódios: "27–29 de maio"          |
| 2004 | Celebridade           | Cíntia                   | Episódio: "4 de março"              |
| 2005 | Essas Mulheres        | Júlia Duarte             |                                     |
| 2006 | Prova de Amor         | Iolanda Ferraz           |                                     |
| 2006 | Vidas Opostas         | Maria do Carmo Sendeiros |                                     |
| 2008 | Caminhos do Coração   | Keila Nunes              | Episódio: "1–7 de fevereiro"        |
| 2009 | A Lei e o Crime       | Olímpia Dias             |                                     |
| 2009 | Bela, a Feia          | Detetive Márcia Sales    |                                     |
| 2010 | Balada, Baladão       | Mulher do Balada         | Especial de fim de ano              |
| 2012 | Rei Davi              | Rispa                    |                                     |
| 2014 | Milagres de Jesus     | Jaziz                    | Episódio: "A Impura"                |
| 2014 | Plano Alto            | Renata                   |                                     |
| 2016 | Sol Nascente          | Adelaide                 |                                     |